# Lathyrus sativus
A Lathyrus sativus, comummente conhecida como chícharo-comum ou simplesmente chícharo, é uma planta leguminosa (não confundir com a Lathyrus cicera, que consigo partilha este nome), pertence à família das Fabáceas, inserindo-se, ainda no tipo fisionómico dos terófitos.

## Nomes comuns
Esta espécie dá ainda pelos seguintes nomes comuns: arrelique, chícharão e feijão-machadinhaA semente ou grão apresenta-se dentro de uma vagem (fruto), é comestível e designa-se, também, pelo termo «chícharo».

## Uso
A planta é difusamente cultivada para o consumo humano, na Ásia, na África Oriental e países mediterrâneoss da Europa. Tal como o grão-de-bico e o feijão, consome-se o chícharo cozido. Também é usado como suplemento ou reforço na alimentação de animais, a par com as favas, em períodos de reprodução ou de trabalho desgastante.
O chícharo é cultivado, apreciado e consumido em sopas, guisados, saladas e outros pratos salgados. Em Portugal, Alvaiázere, localidade e concelho no centro do país, é chamada "capital do chícharo".

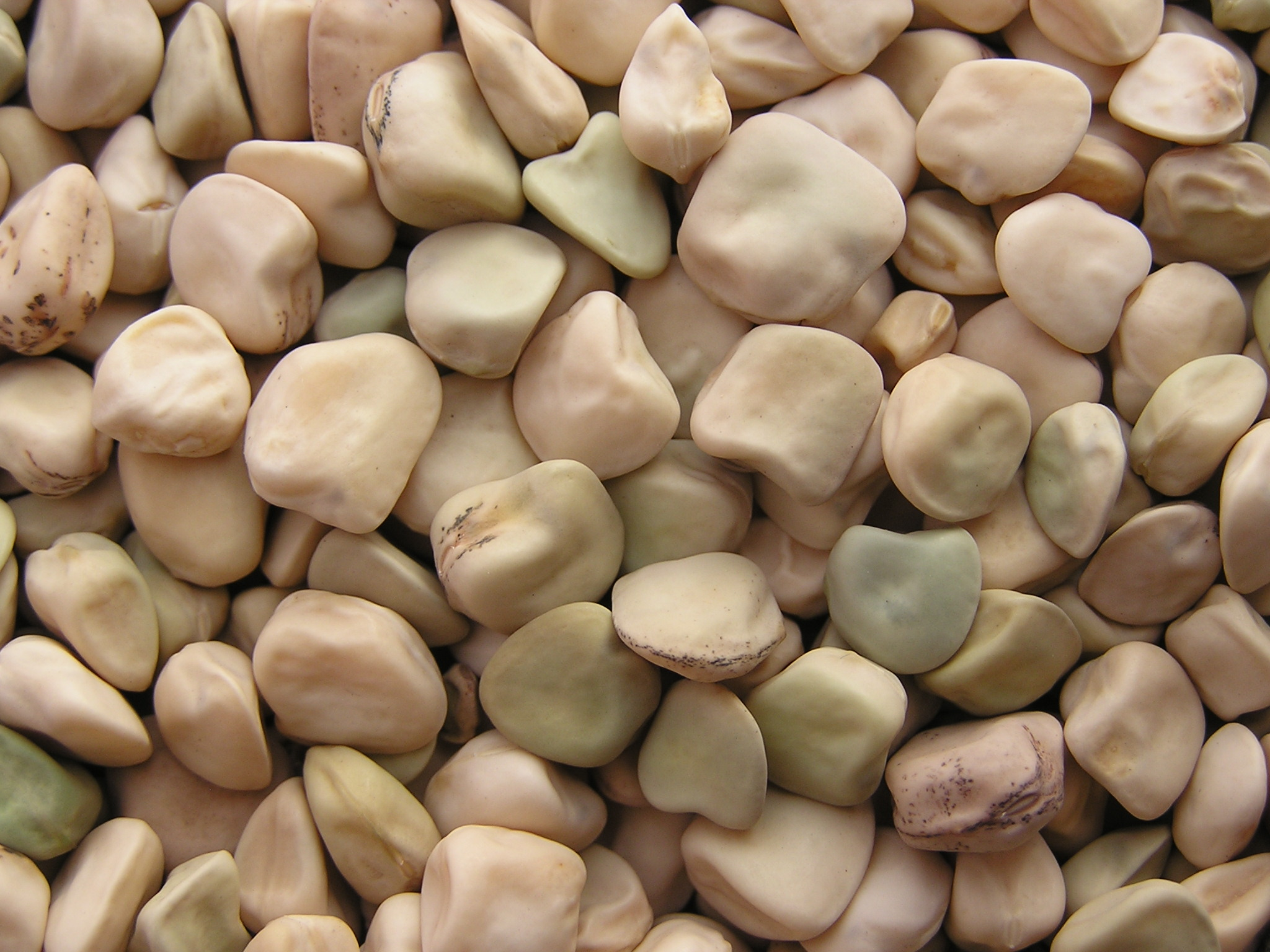
Chícharo

Os chícharos são consumidos há quatro mil anos na Índia. Pobre em gorduras e com alto teor de fibras, o seu consumo contínuo pode entretanto produzir uma intoxicação denominada latirismo, que pode afetar tanto o homem como os animais, caracterizada por tremores, paraplegia e parestesias. Tal intoxicação, devida à presença de certos aminoácidos neurotóxicos, afetou a população espanhola durante a grande fome que se seguiu à Guerra Civil Espanhola.